# Filippo Valignani
Filippo Valignani (Chieti, 8 febbraio 1663 – Chieti, febbraio 1737) è stato un arcivescovo cattolico italiano.

## Biografia
Figlio di Alessandro Valignani, primo marchese di Cepagatti, e di sua moglie Anna Muti, dei duchi di Rignano, per parte di madre era cugino di papa Innocenzo XIII.
Entrò nell'ordine domenicano ed emise la sua professione dei voti il 17 febbraio 1679; il 17 gennaio 1686 fu promosso all'ordine del presbiterato. Ottenuto il magistero in teologia nel 1701, fu priore dei conventi domenicani di Grado, poi di Viterbo e infine di Santa Maria sopra Minerva.
Eletto arcivescovo di Chieti, fu consacrato a Roma il 26 aprile 1722 dal cardinale Bernardo Maria Conti assistito da Vincenzo Petra, arcivescovo di Damasco, e da Nicola Maria Tedeschi, arcivescovo di Apamea di Bitinia.
Ottenne per i canonici del capitolo metropolitano il privilegio di poter indossare la cappa magna e promosse lavori di ammodernamento del palazzo episcopale.
Morì dopo 14 anni di episcopato e fu sepolto nella cappella del Sacramento in cattedrale.

## Genealogia episcopale
La genealogia episcopale è:
- Cardinale Scipione Rebiba
- Cardinale Giulio Antonio Santori
- Vescovo Placido della Marra
- Cardinale Melchior Khlesl
- Cardinale Giovanni Battista Maria Pallotta
- Cardinale Pietro Vidoni
- Cardinale Galeazzo Marescotti
- Papa Innocenzo XIII
- Cardinale Bernardo Maria Conti, O.S.B.Cas.
- Arcivescovo Filippo Valignani, O.P.